# Jinchuan (Ngawa)

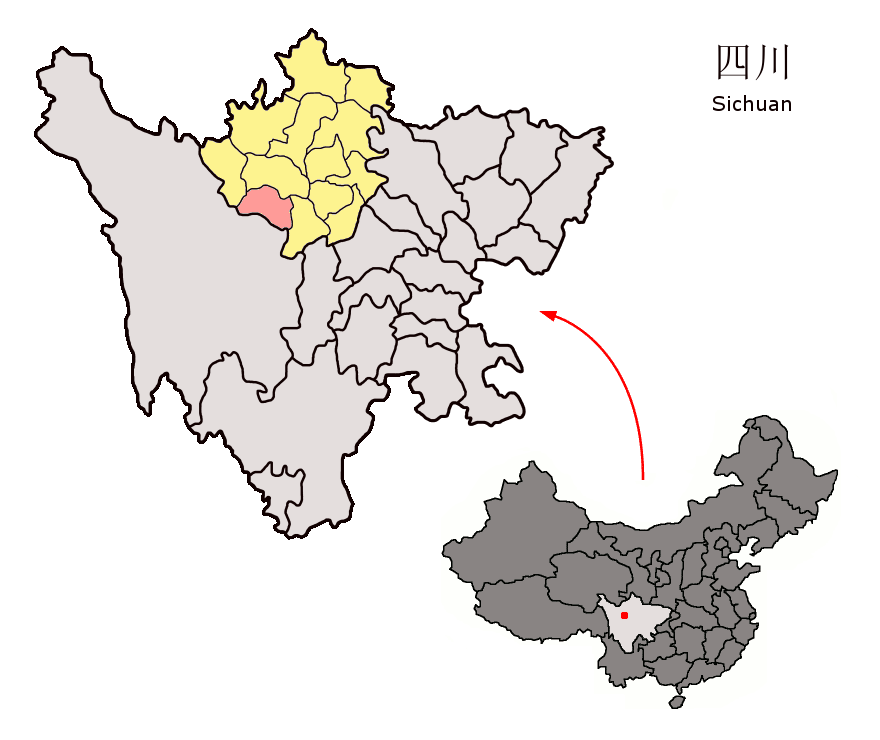
Lage des Kreises Jinchuan innerhalb von Sichuan.

Der Kreis Jinchuan (chinesisch 金川县, Pinyin Jīnchuān Xiàn) oder Chuchen (tibetisch ཆུ་ཆེན, Wylie: chu chen, auch Quqên) liegt im Verwaltungsgebiet des Autonomen Bezirks Ngawa der Tibeter und Qiang in der chinesischen Provinz Sichuan, Volksrepublik China. Sein Hauptort ist die Großgemeinde Jinchuan (chinesisch 金川镇). Er hat eine Fläche von 5.371 Quadratkilometern und zählt 58.068 Einwohner (Stand: Zensus 2020).

## Administrative Gliederung
Auf Gemeindeebene setzt sich der Kreis aus zwei Großgemeinden und einundzwanzig Gemeinden zusammen. Diese sind (Pinyin/chin.)
- Großgemeinde Jinchuan 金川镇
- Großgemeinde Guanyinqiao 观音桥镇

- Gemeinde Sha'er 沙耳乡
- Gemeinde Qingning 庆宁乡
- Gemeinde Ka'er 咯尔乡
- Gemeinde Leiwu 勒乌乡
- Gemeinde Wanlin 万林乡
- Gemeinde Hedong 河东乡
- Gemeinde Hexi 河西乡
- Gemeinde Jixiu 集沐乡
- Gemeinde Sawajiao 撒瓦脚乡
- Gemeinde Kalajiao 卡拉脚乡
- Gemeinde Ere 俄热乡
- Gemeinde Taiyanghe 太阳河乡
- Gemeinde Ergali 二嘎里乡
- Gemeinde Akeli 阿科里乡
- Gemeinde Anning 安宁乡
- Gemeinde Kasa 卡撒乡
- Gemeinde Zengda 曾达乡
- Gemeinde Dusong 独松乡
- Gemeinde Ma'erbang 马尔邦乡
- Gemeinde Manai 马奈乡
- Gemeinde Maori 毛日乡

## Ethnische Gliederung der Bevölkerung (2000)
Beim Zensus im Jahr 2000 hatte Jinchuan 69.098 Einwohner.
| Name des Volkes | Einwohner | Anteil  |
| --------------- | --------- | ------- |
| Tibeter         | 50.682    | 73,35 % |
| Han             | 13.919    | 20,14 % |
| Hui             | 3.342     | 4,84 %  |
| Qiang           | 927       | 1,34 %  |
| Manju           | 62        | 0,09 %  |
| Miao            | 47        | 0,07 %  |
| Tujia           | 36        | 0,05 %  |
| Mongolen        | 23        | 0,03 %  |
| Yi              | 22        | 0,03 %  |
| Zhuang          | 19        | 0,03 %  |
| Bai             | 5         | 0,01 %  |
| Bouyei          | 5         | 0,01 %  |
| Sonstige        | 9         | 0,01 %  |